# Gare du Musée La Mine Image
La gare du Musée La Mine Image est une gare ferroviaire française située sur le territoire de la commune de La Motte-d'Aveillans, dans le département de l'Isère.

## Situation ferroviaire
La gare du Musée La Mine Image est située entre les points kilométriques 22,649 (gare de La Motte-d'Aveillans) et 23,9 (tunnel de la Festinière) du chemin de fer de la Mure.
Elle possède un quai d'environ 90 m de longueur.

## Histoire
Un quai pré-existait déjà au niveau de la gare avant sa mise en service le 20 juillet 2021.

## Service des voyageurs

### Accueil
La gare est constituée d'un simple quai relié au musée La Mine image.

### Desserte
La gare est desservie d'avril à octobre et uniquement certains jours en-dehors de la période de forte fréquentation. En période d'affluence, la gare est desservie par un train par heure tandis qu'elle est desservie par un train toutes les deux heures le reste du temps, uniquement par les convois en direction de La Mure.

### Intermodalité
La gare n'est desservie par aucun autre mode de transport en commun.